# 迈克尔·亚当斯 (棋手)
迈克尔·亚当斯（英語：Michael Adams，1971年11月17日—），英国国际象棋棋手，国际象棋特级大师。他的最高排名为世界第四（2000年10月至2002年10月）。最高等级分则为2761分。
亚当斯在国际象棋世界冠军赛中战绩不俗，多次闯入半决赛。2004年国际棋联世界冠军赛中，他进入决赛，但最终惜败给鲁斯塔姆·卡西姆扎诺夫，屈居亚军。